# Verhaltenskodex

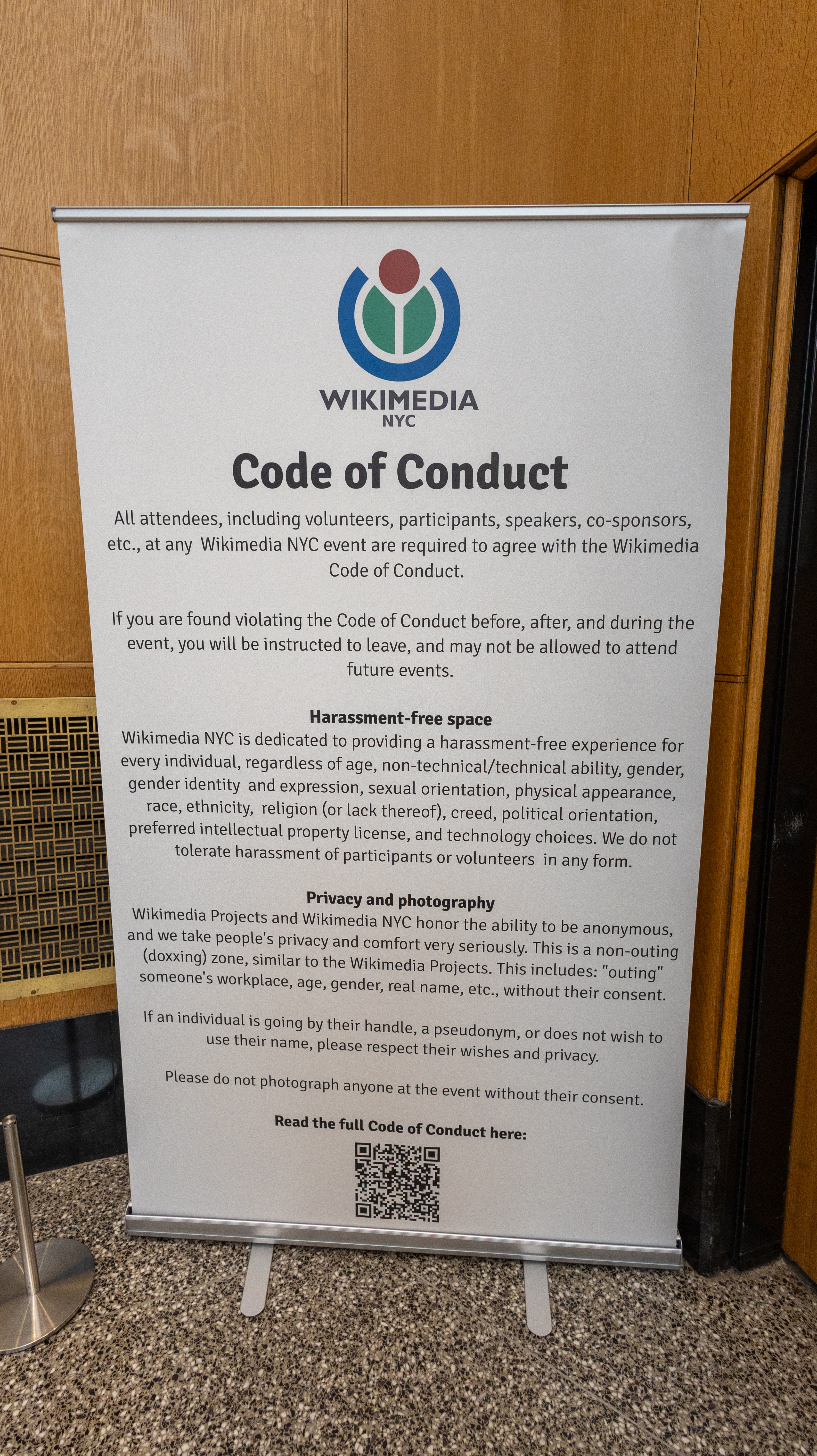
Verhaltenskodex auf Englisch der Wikimedia Foundation, aufgestellt bei einem Treffen in New York.

Ein Verhaltenskodex (engl. code of conduct) ist eine Sammlung von Verhaltensweisen, die in unterschiedlichsten Umgebungen und Zusammenhängen abhängig von der jeweiligen Situation angewandt werden können bzw. sollen. Ähnliche Konzepte findet man beim Ehrenkodex oder dem Moralkodex.
Im Gegensatz zu einer Regelung ist die Zielgruppe nicht zwingend an die Einhaltung des Verhaltenskodex gebunden – daher auch häufig der Begriff der freiwilligen Selbstkontrolle. Ein Verhaltenskodex ist vielmehr eine Selbstverpflichtung, bestimmten Verhaltensmustern zu folgen oder diese zu unterlassen und dafür Sorge zu tragen, dass sich niemand durch Umgehung dieser Muster einen Vorteil oder anderen einen Nachteil verschafft.
Ein Verhaltenskodex ist ferner als ein Bestandteil eines Compliance Management Systems anerkannt. In dem Rahmen kann er für die Mitarbeiter eines Unternehmens oder Mitglieder einer Organisation verbindlich umgesetzt werden. Er dient im Rahmen des Compliance Management Systems als ein Kommunikations- und Steuerungsinstrument.
Es gibt auch auf spezielle Risiken ausgerichtete Verhaltenskodizes, um Bestechungen in Verwaltung und Wirtschaft vorzubeugen, oder kulturell gewachsene Verhaltenskodizes, die in stiller Übereinkunft oder auch in schriftlich festgehaltener Form den Umgang von Menschen miteinander oder das Verhalten allgemein in bestimmten Regionen, Staaten oder auch religiösen Zusammenhängen wie Zeremonien regeln.
Im Unterschied zur zeitlich unbeschränkten Vorgabe einer Verhaltensweise ist eine Vorgehensweise oder ein Vorgehensmodell (engl. procedure model) ein Rahmenplan, der eine Folge von Handlungsabläufen für eine beschränkte Zeit, beispielsweise im Zusammenhang mit einem Veränderungsprozess (engl. change management) vorgibt.

## Beispiele

### Beispielefüreinen Verhaltenskodex
- Deutscher Corporate Governance Kodex: Deutscher Kodex zur Führung börsennotierter Aktiengesellschaften
- Global Compact: Verhaltenskodex der Vereinten Nationen zur Gestaltung der globalisierten Wirtschaft
- Pressekodex: Verhaltenskodex des deutschen Presserates mit Richtlinien publizistischer Arbeit
- Kodex von Lissabon: Europäischer Kodex der Verhaltensgrundsätze in der Öffentlichkeitsarbeit (Code de Lisbonne)
- Verhaltenskodex für die Unternehmensbesteuerung in der EU vom 1. Dezember 1997 (ABl. EU 6. Januar 1998,  C 2/1)
- OECD-Leitsätze für multinationale Unternehmen
- Vereinbarung über die Standesregeln zur Sorgfaltspflicht der Banken
- Piratenkodex
- EU Cloud Code of Conduct[1]

### Beispieleauseinem Verhaltenskodex

#### Aus der Presse
- Keine Berichte oder Reportagen über vollendete Suizide
- Keine Berichte zum Nachteil von Kindern prominenter Personen, solange diese nicht den Status der Volljährigkeit erreicht haben.
- Keine Berichte aus dem Privatleben politischer Personen ohne deren Einverständnis (Kodex in Deutschland)

#### Aus Sport und Tierschutz
- Der Code of Conduct der Fédération Équestre Internationale (FEI) als internationale Behörde des Reitsports, die vom Internationalen Olympischen Komitee anerkannt ist. Er beinhaltet die Überwachung und Einhaltung von Gesundheit und Wohlergehen von teilnehmenden Pferden bei Turnieren und Wettbewerben und das Respektieren der Prinzipien der Reitkunst.

#### Aus der Versicherungswirtschaft
- Der Code of Conduct Datenschutz (CoC Datenschutz) ist ein Verhaltenskodex des Gesamtverbandes der Deutschen Versicherungswirtschaft (GDV) zum einheitlichen und transparenten Umgang mit personenbezogenen Daten von Versicherten, Interessenten und Betroffenen.

#### Aus der Filmwirtschaft und Medien
- Unterlassung der Ausstrahlung bestimmter Beiträge/Filme zu bestimmten Terminen oder Sendezeiten
- Keine Werbeunterbrechungen bei Filmen mit sehr sensiblen Themen (z. B. Schindlers Liste)

#### Aus der Softwareentwicklung
- Entwickler von Open-Source-Software bekennen sich einheitlich zu einem Code of Conduct, um zu gewährleisten, dass jeder Einzelne gewisse Regeln in der Verantwortlichkeit und Zuverlässigkeit seiner Arbeiten befolgt. In der Welt der Open-Source-Softwareentwicklung ist dies vor allem deswegen notwendig, da sich die meisten Entwickler nie in ihrem Leben gesehen haben oder sehen werden.

#### Aus international tätigen Industrieunternehmen
Beispiele von Verhaltenskodexe (sofern der Gesetzgeber dies nicht bestimmt bzw. es nicht durch Verträge geregelt ist):
- Implementierung von Sozialstandards
- Verbot der Kinderarbeit
- Zahlung von Löhnen, die die Lebenshaltungskosten decken
- Unzulässigkeit von Lohnkürzungen als Disziplinarmaßnahme
- Festgelegte Höchstarbeitszeit pro Woche, gegebenenfalls einschließlich Überstunden
- Anspruch auf mindestens einen arbeitsfreien Tag pro Woche
- Recht auf Gründung von Arbeitnehmerorganisationen
- Verbot von Diskriminierung aufgrund persönlicher Eigenschaften oder Überzeugungen der Beschäftigten
- Verbot der Zwangsarbeit oder der körperlichen Bestrafung
- Sichere und gesundheitsverträgliche Arbeitsbedingungen